# Uppgiftsskyldighet
Uppgiftsskyldigheten, även kallad uppgiftsplikten, är en viktig del av statistiklagstiftningen (Lag (2001:99) om den officiella statistiken). Det finns 27 stycken officiella statistikmyndigheter i Sverige (år 2012) som har rätt att samla in uppgifter för Sveriges officiella statistik.
Uppgiftsskyldigheten enligt statistiklagstiftningen (Lag (2001:99) om den officiella statistiken) innebär att näringsidkare, olika organisationer, kommuner och landsting måste lämna in vissa uppgifter som krävs för att producera Sveriges officiella statistik. Normalt fastläggs inte uppgiftsskyldigheten på EU-nivå utan faller enligt den s.k. subsidiaritetsprincipen på den nationella lagstiftningen.
Den som lämnar uppgifter enligt en sådan lag kallas för uppgiftslämnaren. Man kan tala om uppgiftslämnarens uppgiftslämnarbörda då det krävs resurser och insatser från uppgiftslämnaren att uppfylla sin uppgiftsskyldighet. Den myndighet som har begärt in en uppgift har rätt att anmana den uppgiftsskyldige, förutom kommuner och landsting, att fullgöra sin uppgiftsskyldighet. Om en uppgiftsskyldig ändå inte lämnar in uppgifterna riskerar den vite.
Det finns vissa bestämmelser (Förordningen (2001:100) om den officiella statistiken) som reglerar insamling av uppgifter. Där sägs att uppgifter för den officiella statistiken ska samlas in på ett sådant sätt att uppgiftslämnandet blir så enkelt som möjligt (4 §).
Näringsidkare ska till exempel enligt 7 § lämna uppgifter såsom namn- och person- eller organisationsnummer för den som bedriver verksamheten, produktion av varor och tillhandahållande av tjänster, förbrukning av varor och anlitande av tjänster, antalet anställda, deras sysselsättning, löner och yrken samt vakanser, lagerhållning, investeringar, beställningar, köp, försäljningar och leveranser av varor och tjänster mm. Vissa typer av näringsidkare ska dessutom lämna andra kompletterande uppgifter. Det gäller t.ex. för näringsidkare som bedriver jord- eller skogsbruk.
Det finns flera lagar där uppgiftsskyldighet nämns, till exempel Lag (2010:1350) om uppgiftsskyldighet i fråga om marknads- och konkurrensförhållanden.

## Officiella statistikmyndigheter
De 27 officiella statistikmyndigheterna i Sverige 2012:
- Arbetsmiljöverket,
- Brottsförebyggande rådet,
- Centrala studiestödsnämnden,
- Domstolsverket,
- Ekonomistyrningsverket,
- Finansinspektionen,
- Försäkringskassan,
- Havs- och vattenmyndigheten,
- Högskoleverket,
- Kemikalieinspektionen,
- Konjunkturinstitutet,
- Kungliga biblioteket,
- Medlingsinstitutet,
- Myndigheten för kulturanalys,
- Myndigheten för tillväxtpolitiska utvärderingar och analyser,
- Naturvårdsverket,
- Pensionsmyndigheten,
- Riksgäldskontoret,
- Skogsstyrelsen,
- Socialstyrelsen,
- Statens energimyndighet,
- Statens jordbruksverk,
- Statens skolverk,
- Statistiska centralbyrån,
- Sveriges lantbruksuniversitet,
- Tillväxtverket
- Trafikanalys